# Júnior Caiçara
Uilson de Souza Paula Júnior (São Paulo, 27 april 1989) – voetbalnaam Júnior Caiçara – is een Braziliaans voetballer die bij voorkeur als rechtsback speelt.

## Clubcarrière
Caiçara zijn eerste profclub was EC Santo André. Die club leende hem uit aan CS Alagoano, América FC en het Portugese Gil Vicente. In 2012 tekende de rechtsachter een driejarig contract bij PFK Ludogorets. In drie seizoenen speelde hij 83 competitiewedstrijden voor de Bulgaarse topclub. In december 2014 kreeg hij een contractverlenging tot 2017. Op 28 mei 2015 nodigde Schalke 04 de Braziliaan uit in Gelsenkirchen zonder Ludogorets te verwittigen. Caiçara bood hiervoor zijn verontschuldigingen aan. Op 25 juni 2015 werd bekend dat hij een driejarig contract had getekend bij FC Schalke 04, dat zes miljoen euro op tafel legde voor de rechtsachter. Op 22 augustus 2015 debuteerde hij in de Bundesliga, tegen SV Darmstadt 98.

## Erelijst
| Competitie            |             |                           |             |             |
| Competitie            | Aantal      | Jaren                     |             |             |
| Gil Vicente           | Gil Vicente | Gil Vicente               | Gil Vicente | Gil Vicente |
| --------------------- | ----------- | ------------------------- | ----------- | ----------- |
| Kampioen Segunda Liga | 1x          | 2010/11                   |             |             |
| PFK Ludogorets        |             |                           |             |             |
| Kampioen A PFG        | 3x          | 2012/13, 2013/14, 2014/15 |             |             |
| Beker van Bulgarije   | 1x          | 2013/14                   |             |             |
| Bulgaarse supercup    | 1x          | 2012                      |             |             |